# إدوارد موزر
إدوارد موزر (بالنرويجية: Edvard Moser)‏ مواليد (27 أبريل 1962) هو عالم أعصاب ونفساني نرويجي، ومدير وأحد مؤسسي معهد علم الأعصاب والأحياء في الجامعة النرويجية للعلوم والتكنولوجيا (NTNU) في مدينة تروندهايم في النرويج. حاليا يقوم في معهد ماكس بلانك لبيولوجيا الأعصاب بالقرب من مدينة ميونيخ في ألمانيا كباحث زائر.

## إنجازاته العلمية
اكتشافات جون أوكيف وماي بريت موزر وإدوارد موزر حلت مشكلة شغلت فلاسفة وعلماء على مدى قرون وهي كيف يضع الدماغ خارطة للمكان المحيط بنا وكيف يمكننا ان نجد طريقنا في محيط معقد وكيف نخزن هذه المعلومات بطريقة نتمكن من خلالها فورا بايجاد طريقنا في المرة الثانية التي نسلك فيها هذا الطريق.
واكتشفت ماي بريت وزوجها إدوارد موزر مفتاح آخر أساسي من نظام تحديد المواقع داخل المخ، وحددا نوعا آخر من الخلايا العصبية، التي أطلقا عليها اسم "خلايا الشبكة"، التي تولد نظام تنسيق وتحديد المواقع بدقة داخل المخ، وأظهرت بحوثهما لاحقا، كيف يقوم المخ بتحديد المكان وكيف تعمل شبكة الخلايا أثناء التنقل من مكان لآخر.

## الجوائز
- 2011: جائزة أندريس ياهر. (مع ماي بريت موزر)
- 2012: جائزة بيرل لعلم الأعصاب (مع ماي بريت موزر)
- 2013: جائزة لويزا غروس هورويتز (مع جون أوكيف وماي بريت موزر )
- 2014: جائزة نوبل في الطب أو علم وظائف الأعضاء (مع جون أوكيف وماي بريت موزر )

## روابط خارجية
- إدوارد موزر على موقع IMDb (الإنجليزية)
- إدوارد موزر على موقع الموسوعة البريطانية (الإنجليزية)
- إدوارد موزر على موقع مونزينجر (الألمانية)